# Marcus Vilar
Marcus Antônio de Oliveira Vilar (mais conhecido como Marcus Vilar; Campina Grande, Paraíba, 5 de julho de 1959) é um cineasta brasileiro. Apesar de ter o cinema como profissão, ele se graduou em bacharelado no curso de Educação Física na Universidade Federal da Paraíba em 1981 e especializou-se em História do Brasil e da Paraíba no ano de 2001 nas Faculdades Integradas de Patos

## Início de vida
Marcus Vilar nasceu em Campina Grande, mas mudou-se para João Pessoa (a capital paraibana) ainda na juventude, no ano de 1976 aos 17 anos de idade. Ingressou na Universidade Federal da Paraíba no curso de Educação Física, mas por influência dos amigos de faculdade ele conheceu e migrou para o mundo das artes. No fim da graduação não quis seguir a carreira que o curso lhe proporcionara, mudou o foco dos estudos e trocou a bola pela câmera, tornando-se referência no cenário do cinema paraibano.

## Carreira
Logo após terminar sua graduação em Educação Física, Marcus Vilar já começou seus estudos na área do cinema. Entre 20 de março a 18 de junho de 1982, participou de uma formação em cinema direto no Núcleo de Documentação Cinematográfica (NUDOC) da Universidade Federal da Paraíba. Três anos depois, por meio de um projeto do próprio NUDOC, Marcus deu sequência a seus estudos cinematográficos na Associação Varan em Paris, na França, formando-se em cinema direto na bitola cinematográfica de 8 milímetros entre 5 de julho a 16 de setembro de 1985. No ano de 1996, no período de 25 de abril a 11 de julho, ele completa sua formação na mesma associação, agora na bitola de 16 milímetros.

### Principais trabalhos
- 24 horas → É uma produção em preto e branco filmada na bitola cinematográfica de 16 milímetros em 1987. Mistura a ficção com o gênero documentário durante 15 minutos, questionando os motivos que levam uma pessoa a tornar-se alcoólatra, documenta frenéticos momentos do uso de bebida em alguns pontos de João Pessoa.
- Sertãomar → Documentário colorido de 12 minutos produzido em 1994. Conta a história do "homens peixes", família do sertão paibano com uma rara doença chamada ictiose, em que a pele não transpira deixando-a com a aparência de escamas.
- À margem da luz → Co-dirigido por Torquato Joel, este curta experimental de 1986, com duração de seis minutos, retrata a trajetória de romeiros em procissão em louvor a Padre Cícero, em Juazeiro do Norte, Ceará.
- A árvore da miséria →  Primeira produção na bitola cinematográfica de 35 milímetros, esta ficção em preto e branco de 12 minutos foi lançada em 1998 e baseada em um conto popular. Conta a história de Dona Miséria. Após expulsar alguns meninos da sua árvore, ela atende um mendigo que se diz enviado por Deus. Depois disso a morte vem buscá-la para outro mundo, daí então seu cotidiano é modificado.
- A canga → Produzida em 2001, "A canga" é uma ficção colorida de 12 minutos baseada no conto de mesmo nome, que depois virou romance, de Waldemar José Solha. Retrata as dificuldades de relacionamento de uma família no sertão nordestino. A ação transcorre no meio de uma lavoura seca, onde o velho Ascenço Texeira (interpretado pelo próprio Solha, autor do conto e livro), obriga os filhos, a esposa e a nora grávida a colocarem nos ombros uma canga de boi. Fora de si, o velho perde o controle da situação e a família reage.
- O meio do mundo → Esta ficção colorida de 2005 é uma adaptação do conto homônimo do escritor sergipano Antônio Carlos Viana. O curta conta, durante 11 minutos, a estória de Tonho, um garoto de 12 anos que, vivendo em um lugar distante, no meio do mundo, é levado pelo pai para conhecer a vida.
- O senhor do castelo → Este primeiro longa-metragem de Marcus Vilar, que levou quinze anos para sua finalização, é um documentário sobre o escritor e dramaturgo paraibano Ariano Suassuna. As gravações tiveram início em 1992 na aula magna do Reitorado do professor Neroaldo Pontes, uma das primeiras aulas espetáculo ministrada por Ariano Suassuna. Durante 72 minutos, Ariano narra, com locações na Paraíba, Pernambuco e Rio de Janeiro, sua trajetória de vida e discorre sobre sua luta em defesa da língua portuguesa.
- Duas vezes não se faz → O documentário curta-metragem de 2008, primeira produção do Marcus Vilar a utilizar a tecnologia digital, com duração de 12 minutos, é um poema sobre a Ponta do Cabo Branco, extremo oriental das Américas, mostrando sua lenta degradação pelas correntes marítimas e os fluxos das marés, acentuada nas últimas décadas pela intervenção humana nas encostas. O roteiro foi construído a partir de prosas e poesias sobre este ponto turístico pessoense, de autores como José Américo de Almeida,  Luiz Augusto Crispim, Ascendino Leite, Vanildo Brito e Hermano José, que também foi um dos primeiros artistas plásticos a pintar tal monumento e escritor do poema “Duas vezes não se faz”, que deu origem ao título deste documentário.
- Jogo de olhar → Produzido em 2012, este documentário colorido mostra, durante 15 minutos, as torcidas organizadas durante um jogo dos times de futebol da cidade de Campina Grande. Na geral, cadeiras ou arquibancadas, habitam olhares, narrando, cada lado, o seu jogo. E por eles, e só através deles, podemos enxergar o espetáculo que se constrói. A ideia de produzir uma obra sem o plano subjetivo (a visão do personagem) surgiu no filme “A flauta mágica”, que é a trilha sonora desta produção. O minutos iniciais do filme A flauta mágica mostram apenas a reação da plateia ao ouvir esta ópera de Mozart.
- Terceiro Velho → O filme de 2013 é em preto e branco e filmado todo à noite, com locações nas praias e na zona sul de João Pessoa. O roteiro é uma adaptação do conto "O Terceiro Velho da Noite", do escritor sergipano Antônio Carlos Viana (mesmo autor do conto e do curta “O meio do mundo”), e mostra a noite de uma prostituta que encontra três estranhos clientes de idade avançada e vivencia situações inesperadas em que desejo, medo e solidão misturam-se e tomam forma na escuridão.

## Trabalhos futuros
Atualmente, Marcus Vilar está produzindo o seu segundo longa-metragem, agora sobre Jackson do Pandeiro. Este novo filme, dirigido por ele e também por Cacá Texeira começou a ser gravado desde 2003 numa primeira entrevista com a primeira mulher de Jackson (in memorian), Almira Castilho. Com locações em Alagoa Grande (cidade natal de Jackson do Pandeiro), Campina Grande, João Pessoa, Recife, Rio de Janeiro (todos locais em que ele residiu) e, por fim, em Brasília (onde faleceu), o filme narra a história desse renomado músico paraibano. O longa conta com grandes participações da música brasileira, artistas consagrados que trabalharam com o Jackson, como Gilberto Gil, Elba Ramalho, Antonio Barros e Cecéu, Alceu Valença, Lenine, Jarbas Mariz, entre outros.
O projeto que começou sem nenhum recurso só passou a tê-lo a partir de 2013, quando foi aprovado pelo edital Valfredo Rodriguez e em seguida no Funcultura de Pernambuco. A previsão para o lançamento desta obra é até agosto de 2015.

## Prêmios e reconhecimento

### Árvore da Miséria
- Melhor filme segundo o júri técnico, melhor fotografia, prêmio Banco do Nordeste, Prêmio da Associação Brasileira de Documentaristas - Pernambuco  e Prêmio Casa Blanca Stúdios, no II Festival de Cinema Nacional do Recife, em 1998.
- Melhor filme segundo o Júri Técnico, melhor fotografia e Prêmio Cia de Imagem, no VIII Cine Ceará, em 1998.
- Melhor fotografia, melhor música adaptada, melhor argumento no 21º Guarnicê de Cinema e Vídeo do Maranhão, em junho de 1998.
- Prêmio do Júri Popular no 9º Mostra Internacional de Cinema de São Paulo, realizada  de 19 a 30 de agosto de 1998.
- Melhor fotografia, melhor música e melhor atriz na 25ª Jornada Internacional de Cinema da Bahia, realizada de 12 a 17 de setembro de 1998.
- Melhor fotografia, no II Festival de Cinema e Vídeo de Vitória, realizado de 15 a 21 de novembro de 1998.

### A canga
- Prêmio Especial do Júri no Festival de Cinema de Santa Maria da Feira, em Portugal, realizado em abril de 2001.
- Melhor filme no Cine Ceará, realizado em junho de 2001.
- Melhor Música, Prêmio Aquisição Canal Brasil e Júri Popular, no Festival de Cinema de Gramado, realizado em agosto de 2001.
- Prêmio da ABD-SP, Prêmio Menção Honrosa da TV Cultura, e Prêmio do Júri Popular, no Festival Internacional de Curtas-Metragens de São Paulo, realizado em agosto de 2001.
- Melhor fotografia, Melhor adaptação Literária e Prêmio Glauber Rocha Melhor da Jornada, na Jornada de Cinema da Bahia, realizado em setembro de 2001.
- Prêmio Aquisição do Ministério da Cultura, no Festival de Cinema de Vitória, realizado em outubro de 2001.
- Prêmio de Melhor Direção, no Festival de Cinema de Cuiabá, realizado em novembro de 2001.
- Prêmio de Melhor Direção, no Festival de Cinema de Recife, realizado em abril de 2002.
- Prêmio de Melhor filme, no Festival de Cinema de Florianópolis, realizado em maio de 2002.
- Prêmio de Melhor filme, no Festival Internacional do Meio Ambiente, realizado em maio de 2002, na cidade de Goiás Velho, Goiás.
- Prêmio de Melhor Direção, no Festival Internacional de Cinema Brasileiro, em Miami, realizado em maio de 2002.

### O meio do mundo
- Prêmio de melhor fotografia, No Festival de Cinema de Brasília, realizado em novembro de 2005.
- Prêmio do Banco do Nordeste, no Festival de Cinema de Sergipe,  realizado em abril de 2006.
- Prêmio de melhor direção, no Festival de Cinema de Cuiabá, realizado em abril de 2006.

### O senhor do castelo
- Prêmio de Júri Popular, na 11º Mostra de Cinema de Tiradentes, realizado em janeiro de 2008.

### Duas vezes não se faz
- Prêmio da Associação Brasileira de Documentaristas – Secção Porto Velho, no FestCINE Amazônia, realizado em dezembro de 2009.

### Jogo de olhar
- Prêmio de melhor montagem e melhor som, no II Curta Coremas, na Paraíba, realizado em maio de 2012.
- Prêmio de melhor montagem, melhor edição de som e prêmio Romero e Romulo Azevedo de melhor filme no IV Comunicurtas, na cidade de Campina Grande, na Paraíba, em agosto de 2012.

### O terceiro velho
- Melhor Filme de Ficção, melhor ator, melhor atriz, Melhor Direção de Arte, Melhor Fotografia e Melhor Filme Geral (dividido com "A Queima" de Diego Benevides) no VIII Comunicurtas, em Campina Grande, na Paraíba, em 2013.